# 東大阪大学短期大学部
東大阪大学短期大学部（ひがしおおさかだいがくたんきだいがくぶ、英語: Higashiosaka Junior College）は、大阪府東大阪市にある日本の私立短期大学。

## 概観

### 大学全体
- 大阪府東大阪市に所在する日本の私立短期大学で、設置主体は学校法人村上学園[1]。
- 1965年に布施女子短期大学として開学。その後は長年女子短大の東大阪短期大学（ひがしおおさかたんきだいがく）として親しまれたが、共学化され、男子学生の姿も目立つようになっている。

### 建学の精神（校訓・理念・学是）
- 萬物感謝・質実勤労・自他敬愛」を学園訓としている。

### 教育および研究
- 元々家政科からスタートし服飾関連の専門教育も行われていたが、現在は栄養士や保育者といった専門家を養成することに力を入れている。一般教育科目では「人を学ぶ」と称した科目がある。

### 学風および特色
- 後に設置された東大阪大学と同じ敷地内にある関係上、両者同士の交流が盛んである。

## 沿革
- 1941年
  - 4月 布施高等女学校が開学する[2]。
- 1951年
  - 3月13日 学校法人が成立する[3]。
- 1965年
  - 1月25日 左記を以て文部省[注 3]より短期大学の設置が認可される。[4]1[5]
  - 4月1日 布施女子短期大学として以下の学科体制にて開学[6]。
    - 家政科 入学定員80名[注 4]

  - 5月1日 学生数[8]/定員
    - 家政科 94[注釈 1]/80
- 1966年
  - 4月1日 以下の学科を増設する[9]。
    - 保育科 入学定員80名[注 5]

  - 5月1日 学生数[11]/定員
    - 家政科 212[注釈 1]/160
    - 保育科 98[注釈 1]/50
- 1967年
  - 4月1日 東大阪短期大学に改称[12]。
  - 5月1日 学生数[13]/定員
    - 家政科 256[注釈 1]/160
    - 保育科 270[注釈 1]/100
- 1968年
  - 4月1日 家政科の入学定員を80→150に増員し、かつ以下の専攻課程を置く[注 6]。
    - 家政専攻 入学定員100名
    - 食物栄養専攻 入学定員50名

  - 5月1日 学生数[18]/定員
    - 家政科 299[注釈 1]/230
    - 保育科 351[注釈 1]/100
- 1969年
  - 4月1日 以下の変更あり[15]。
    - 家政学科食物栄養専攻の入学定員を50→150に増員[注 7]。
    - 保育科を幼児教育学科に改称。
- 1970年
  - 4月1日 以下の変更あり[20]。
    - 幼児教育学科を児童教育学科に改組。
    - 家政学科家政専攻→服飾デザイン専攻[注 8]

  - 5月1日 学生数[23]/定員
    - 家政学科 328[注釈 1]/500
    - 児童教育学科 376[注釈 1]/100
- 1972年
  - 3月31日 以下については左記をもって正式に廃止とする[24]。
    - 幼児教育学科
- 1973年
  - 4月1日 学科の入学定員変更あり[注 9]。
    - 児童教育学科 50→100、かつ以下の専攻課程を置く。
      - 初等教育専攻 入学定員50名
      - 幼児教育専攻 入学定員50名

    - 家政学科服飾デザイン専攻 100→50

  - 5月1日 学生数[28]/定員
    - 家政学科 490[注釈 1]/450
    - 児童教育学科 298[注釈 1]/150
- 1976年
  - 4月1日 学科の入学定員変更あり[注 10]。
    - 児童教育学科
      - 初等教育学専攻 50→70
      - 幼児教育学専攻 50→150

    - 家政学科
      - 服飾デザイン専攻 50→30
      - 食物栄養学専攻 150→100
- 1976年
  - 5月1日 学生数[32]/定員
    - 家政学科 287[注釈 1]/330
    - 児童教育学科 696[注釈 1]/320
- 1985年
  - 5月1日 学生数[33]/定員
    - 家政学科 541[注釈 1]/440
    - 児童教育学科 675[注釈 1]/260
- 1986年
  - 5月1日 学生数[34]/定員
    - 家政学科 575[注釈 1]/440
    - 児童教育学科 653[注釈 1]/260
- 1987年
  - 5月1日 学生数[35]/定員
    - 家政学科 459[注釈 1]/260
    - 児童教育学科 601[注釈 1]/440
- 1990年
  - 5月1日 学生数[36]/定員
    - 家政学科 379[注釈 1]/260
    - 児童教育学科 641[注釈 1]/440
- 1991年
  - 4月1日 家政学科の各専攻について、以下の通り増員する[注 11]。
    - 服飾デザイン専攻 30→60
    - 食物栄養学専攻 60→150

  - 5月1日 学生数[41]/定員
    - 家政学科 454[注釈 1]/300
    - 児童教育学科 645[注釈 1]/440
- 1992年
  - 5月1日 学生数[注 12]/定員
    - 家政学科 538[注釈 1]/420
    - 児童教育学科 651[注釈 1]/440
- 1999年
  - 4月1日 以下の学科については、この年度で学生募集を最終とする[注 13]。
    - 児童教育学科初等教育専攻

  - 5月1日 学生数[45]/定員
    - 家政学科 362[注釈 1]/420
    - 児童教育学科 456[注釈 1]/440
- 2000年
  - 4月1日 家政学科において以下の変更あり[44]。
    - 以下の専攻課程を増設。
      - 生活福祉専攻 入学定員70名

    - 入学定員変更あり。
      - 服飾デザイン専攻 60→50
      - 食物栄養学専攻 150→130
- 2001年
  - 3月31日 以下の学科・専攻については左記をもって正式に廃止とする[46]。
    - 児童教育学科初等教育専攻
- 2002年
  - 4月1日 以下の変更点あり[47]。
    - 家政学科の服飾デザイン専攻を生活デザイン専攻に改称。
    - 児童教育学科幼児教育専攻を幼児教育学科に改称。
- 2003年
  - 4月1日 以下の変更点あり[48]。
    - 東大阪短期大学→東大阪大学短期大学部
    - 以下入学定員減を行う
      - 家政学科
        - 生活デザイン専攻 50→30
        - 食物栄養専攻 130→100

      - 幼児教育学科 150→120
- 2005年
  - 4月1日 以下の学科については、この年度で学生募集を最終とする[注 14]。
    - 家政学科生活デザイン専攻
- 2006年
  - 4月1日 学科及び専攻の名称変更あり[49]。
    - 家政学科→健康福祉学科
      - 食物栄養学専攻→健康栄養専攻
- 2007年
  - 3月31日 以下については左記をもって正式に廃止とする[50]。
    - 家政学科生活デザイン専攻
- 2008年
  - 4月1日 健康福祉学科生活福祉専攻の入学定員を70→50に減員[51]。
- 2009年
  - 4月1日 入学定員減あり[52]。
    - 健康福祉学科健康栄養専攻 100→70
    - 幼児教育学科 120→80

  - 同 以下については、この年度で学生募集を最終とする[注 15]。
    - 健康福祉学科生活福祉専攻
- 2010年
  - 4月1日 この年度の入学生より健康福祉学科健康栄養専攻を健康栄養学科に改組される[53]。
- 2011年
  - 3月31日 以下については左記をもって正式に廃止とする[54]。
    - 健康福祉学科生活福祉専攻[注 16]
- 2016年
  - 4月1日 学科名を以下の通り変更する[55]。
    - 健康栄養学科→実践食物学科
    - 幼児教育学科→実践保育学科
- 2017年
  - 4月1日 実践食物学科に製菓衛生師コースを置く。実践介護福祉学科を設置する予定だったが、実現されず[56]
- 2018年
  - 4月1日 以下の学科を増設する[57]。
    - 介護福祉学科 入学定員80名
- 2026年 実践保育学科の募集を停止

## 基礎データ

### 所在地
- 大阪府東大阪市西堤学園町3-1-1

### 象徴
- 右記資料を参照のこと[注 17]

### 交通アクセス
- 近鉄バス「東大阪学園前」バス停下車。
- 高井田中央駅（JR西日本おおさか東線）あるいは高井田駅（Osaka Metro中央線）で下車、徒歩約15分。

## 教育および研究

### 学科
- 実践食物学科 入学定員70名[1]
- 実践保育学科 入学定員80名[1]
- 介護福祉学科 入学定員80名[1]

#### 旧学科体制
- 家政学科→健康福祉学科
  - 生活デザイン専攻 入学定員30名[注 18]
  - 食物栄養学専攻→健康福祉学科健康栄養専攻→健康栄養学科→実践食物学科
  - 生活福祉専攻 入学定員50名[注 19]→介護福祉学科
- 児童教育学科
  - 初等教育学専攻 入学定員70名[注 20]
  - 幼児教育学専攻→幼児教育学科→実践保育学科

### 取得資格について
資格
- 保育士：幼児教育学科にて取得できる。
- 栄養士：健康栄養学科にて取得できる。健康栄養学科の前身、健康福祉学科健康栄養専攻でも設置されていた。
- 介護福祉士：かつては健康福祉学科生活福祉専攻が対象だったが、廃止後から7年後の2018年度に増設された介護福祉学科にて。
- 幼稚園教諭二種免許状：幼児教育学科にて取得できる。ほか、過去にあった児童教育学科初等教育専攻にも設置されていた。
- 栄養教諭二種免許状：健康栄養学科にて取得できる。健康栄養学科の前身、健康福祉学科健康栄養専攻でも設置されていた。
- 中学校教諭二種免許状
  - 家庭：健康栄養学科にて取得できる[注 21]。
  - 美術：かつてあった家政学科生活デザイン専攻にて、一時期設置されていた[63]。
- 小学校教諭二種免許状：過去にあった児童教育学科初等教育専攻にて設けられていた[64]。

### 研究
- 『東大阪短期大学研究紀要』[65]

## 学生生活

### 部活動・クラブ活動・サークル活動
- 東大阪大学短期大学部のクラブ活動
  - 体育系：空手道・バドミントン・陸上競技・ダンス・バレーボール・バスケットボールなどの体育系クラブ、児童文化・茶華道・点訳、手話・社会福祉・音楽・工芸・美術・調理などの文化系クラブがある。

### 学園祭
- 東大阪大学短期大学部の学園祭は「東短祭」と呼ばれていたが、現在は大学と共同で開催している。共同開催後は特に名称はなかったが、大学開学10周年を機に、大学の同窓会組織「翔友会」の「翔」と短期大学部の同窓会組織「桃愛会」の「愛」の文字を組み合わせ「翔愛祭」と命名された。

## 大学関係者と組織

### 大学関係者一覧
- 中西茂幸：教授

## 施設

### キャンパス
- 短期大学部独自のキャンパスがあるが、大学のキャンパスを含めると以下のものがある。
  - 1号館：キャリアサポートセンター・学生ラウンジがある。
  - 2号館
  - 3号館：学生食堂がある。
  - 4号館：図書館（所蔵数はおよそ78,000冊）
  - 8号館：入浴実習室・介護実習室などがある。
  - 9号館：給食管理実習室・保育実習室・こども研究センターなどがある。
- キャンパス内には鹿が飼われている。

### 寮
- キャンパス内に「桃風寮」と称した女子学生寮がある。

## 対外関係

### 系列校
- 東大阪大学
- 東大阪大学柏原高等学校
- 東大阪大学敬愛高等学校
- 東大阪大学附属幼稚園

## 社会との関わり
- 「こども応援ひろば」と称したイベントが行われている。

## 卒業後の進路について

### 就職について
- 実践食物学科
  - 資格を活かした職に就く人が割合として多い傾向にある。実績として日清医療食品・魚国総本社・マルタマフーズグループ等企業や各種医療機関や保育園などがある。
- 実践保育学科
  - 幼稚園への就職者が最も多いものとなっている。小学校への就職者も少ないながら見受けられる。保育園への就職者が割合として多いものとなっている。

### 編入学・進学実績
- これまでの実績では、系列の東大阪大学ほか立命館大学・大阪経済法科大学・大阪産業大学・帝塚山大学・甲南女子大学・徳島文理大学などがある。